# Ouarégou
Ne doit pas être confondu avec Ouarégou-Peulh.
Ouarégou est un village du département et la commune rurale de Garango, situé dans la province du Boulgou et la région du Centre-Est au Burkina Faso.

## Démographie
| 2003  | 2006  | 2012 | 2019 |
| ----- | ----- | ---- | ---- |
| 9 090 | 9 775 | -    | -    |

## Santé et éducation
Ouarégou accueille un centre de santé et de promotion sociale (CSPS) tandis que le centre médical avec antenne chirurgicale (CMA) se trouve à Garango.
Le village possède une école primaire publique ainsi qu'une école coranique alors que le collège d'enseignement général (CEG) se trouve à Ouarégou-Peulh.